# Мирний (Благоварський район)
Ми́рний (рос. Мирный, башк. Мирный) — село (в минулому селище) у складі Благоварського району Башкортостану, Росія. Адміністративний центр Мирнівської сільської ради.
Населення — 1067 осіб (2010; 1042 в 2002).
Національний склад:
- росіяни — 44 %

До 1981 року існували окремо селища Мирний, Новосиницино, Центральної усадьби совхоза імені БашЦИка та присілок Новий Тукмак, які разом були об'єднані.